# Wakashū
Wakashū (japonês: 若衆, literalmente "pessoa jovem", embora fosse utilizado exclusivamente para rapazes) é uma expressão histórica japonesa que se refere a um rapaz adolescente; mais especificamente, um rapaz com idade para usar o cabelo parcialmente rapado (maegami), o que acontecia a partir dos 5/10 anos de idade, quando o rapaz deixava de ser criança e podia dar início a uma educação formal ou a trabalhar como aprendiz fora de casa, até à cerimónia genpuku, de passagem à idade adulta (aos 15/20 anos de idade). Durante este período, o wakashū usava um penteado especial, com uma pequena parte do cabelo rapado e longas madeixas no topo e nos lados da cabeça, vestindo tipicamente um quimono com mangas abertas (wakiake); os rapazes das famílias mais abastadas podiam vestir furisode (quimonos de mangas mais compridas). Depois da cerimónia, as madeixas eram cortadas, dando lugar ao corte de cabelo de adulto (chonmage), e o rapaz passava a vestir quimonos de mangas redondas. Embora qualquer pessoa do sexo masculino estivesse incluída numa das três classificações, criança, wakashū ou adulto, a idade em que se passava ou deixava de ser wakashū era relativamente flexível, permitindo às famílias e aos mentores a capacidade de acomodar as circunstâncias específicas do desenvolvimento de cada rapaz.

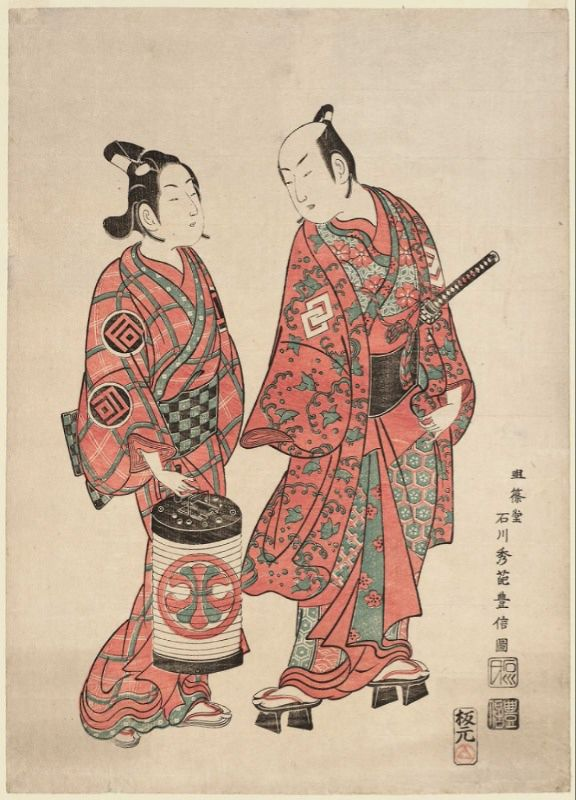
Pintura em madeira Ishikawa Toyonobu representando os atores de kabuki Nakamura Shichisaburō II e Sanogawa Ichimatsu, assinado 'Meijōdō Ishikawa Shūha Toyonobu zu', década de 1740. À esquerda um rapaz wakashū e à direita um homem adulto; notar as diferenças dos penteados.

O conceito de wakashū continha diversos elementos parcialmente sobrepostos: uma categoria de idade, entre a infância e a maturidade; um papel social como pré-adulto ou adolescente, normalmente desempenhado como subordinado (estudante, aprendiz ou protegido); e a ideia da "beleza juvenil", alvo permitido para o desejo homossexual, que se designava por wakashūdo, "a preferência por rapazes". Como apenas se aceitavam ligações homossexuais com rapazes se eles fossem wakashū, os seus patronos atrasavam por vezes a cerimónia de passagem à idade adulta para além dos limites socialmente tolerados, levando à imposição de leis, em 1685, que obrigavam a que todos os wakashū  tivessem a sua cerimónia genpuku até aos 25 anos de idade.

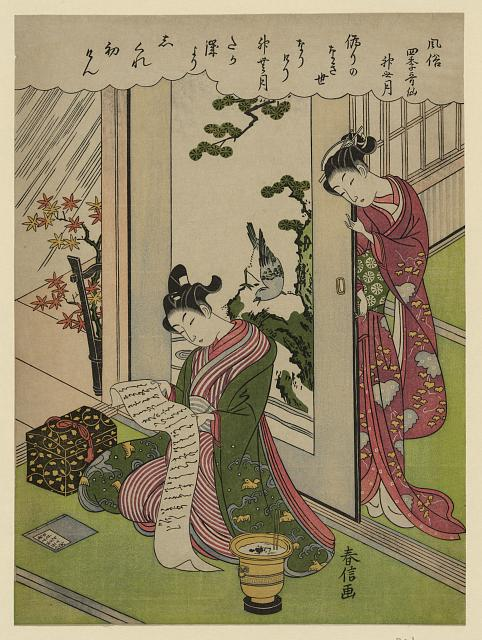
Um rapaz wakashū (sentado) e a sua companheira num elegante ambiente outonal. Notar as mangas furisode dos quimonos de ambos. Suzuki Harunobu, impressão polícroma em madeira, c. 1770

No período Meiji, a expressão wakashū tornou-se obsoleta; os dois conceitos nela associados, de idade e beleza, passaram a ser expressos pelas novas palavras shōnen (rapaz até aos 15 anos) e bishōnen ("belo rapaz").
No teatro kabuki, wakashū (ou wakashū-gata) referia-se a atores especializados em papéis de rapazes adolescentes (e que eram, eles próprios, wakashū). Os atores wakashū frequentemente desempenhavam papéis de onnagata ("papel de mulher"; travestis).